# 冯托贝尔银行
馮托貝爾銀行控股股份有限公司，簡稱馮托貝爾銀行控股股份和馮托貝爾銀行（香港譯作：瑞萬通博；SIX：VONN），在1924年，在總部蘇黎世成立前身「F.E. Haeberli & Cie」，其1936年，由捷克．馮托貝爾接手經營「F.E. Haeberli & Cie」更名為「馮托貝爾經紀公司」。1986年，在蘇黎世證券交易所（瑞士證券交易所前身）上市。
其業務在全球經營財富管理、資產管理及投資銀行行業。
2013年，該公司和澳新銀行於新加坡進行有關亞洲私人銀行結盟。
2017年9月5日，該公司旗下瑞萬通博有限公司，在香港拓展認股權證業務，獲香港交易及結算所有限公司發牌，在香港交易所及香港期貨交易所提供證券及衍生產品買賣的資格，及正式成為合資格的上市結構性產品發行商，於香港發行衍生認股證及牛熊證，首批10隻上市結構性產品，預計在12個月內，合共推出300至400隻認股證及牛熊證，但瑞萬通博香港上市產品銷售部主管翁世權坦言，認股權證成交年內出現明顯下降，佔大市成交由去年25.2%，下降至8月的19.2%，出現單年最大跌幅。

## 連結
- vontobel.com （页面存档备份，存于）
- vontobelwarrants.com （页面存档备份，存于）